# Ingmar Brohed
Ingmar Brohed, född 3 januari 1940, död 27 mars 2019, var en svensk teolog och professor i kyrkohistoria. 

## Biografi
Brohed disputerade 1973 med avhandlingen Stat, religion, kyrka: ett problemkomplex i svensk akademisk undervisning under 1700-talet och blev samma år docent. Som docent publicerade han undersökningar om Prostmötet i svenska kyrkan under 1900-talet och Offentligt förhör och konfirmation i Sverige under 1700-talet. 
1978 utnämndes han till professor i kyrkohistoria vid Lunds universitet, en tjänst han lämnade 1995 då han blev forskningschef vid Svenska kyrkans forskningsråd i Uppsala. Brohed var en av redaktörerna för bokverket Sveriges kyrkohistoria och skrev där band 8 Religionsfrihetens och ekumenikens tid. Där beskrivs den komplicerade utvecklingsprocessen med å ena sidan sekularisering och åtföljande religionsfrihet, och å den andra sidan olika försök till kyrklig förnyelse i form av nationalkyrklighet, folkkyrklighet, högkyrklighet och ekumenik. Recensenten Kjell Blückert beskriver verket som "en i godaste mening populärvetenskaplig framställning som inte bör saknas i något referensbibliotek värt namnet ... en av de främsta kännarna skriver lärt och faktaspäckat, men samtidigt lättillgängligt och i en vacker bok med pedagogiskt väl valda bilder, faktarutor och kartor".
Brohed redigerade "Church and people in Britain and Scandinavia" från den första brittisk-skandinaviska kyrkohistorikerkonferensen i York 1996.
Brohed var aktiv i det nordiska samarbetet mellan kyrkohistoriker i det 1968 bildade "Nordiskt institut för kyrkohistorisk forskning" – en arbetsgemenskap mellan kyrkohistoriker vid de teologiska fakulteterna i Danmark, Norge, Finland och Sverige och under medverkan från isländska kyrkohistoriker. Bland annat var han redaktör för det gemensamma nordiska komparativa forskningsprojektet "Kyrka och nationalism i Norden: nationalism och skandinavism i de nordiska folkkyrkorna under 1800-talet" som redovisades 1998.
Brohed var 1987–1990 prodekanus, och 1990–1995 dekanus vid Teologiska fakulteten vid universitetet i Lund. Han var verksam i Kungl. Humanistiska vetenskapssamfundet i Lund, 1992–1997 som sekreterare och 2007–2009 som ordförande. Han invaldes 1995 som arbetande ledamot i Kungl. Vitterhets Historie- och Antikvitetsakademien, där han bland annat var verksam i projekt kring kyrkorum och kyrkobyggnad. Han var även ledamot i Vetenskapssocieteten i Lund sedan 1981.

### Familj
Ingmar Brohed var bror till Birgitta Hedenrud och Lennart Brohed.

### Urval
- 1975 – Brohed, Ingmar. Prostmötet i svenska kyrkan under 1900-talet: dess tillkomst och första verksamhetstid i Lunds stift och dess framväxt i övriga stift. Bibliotheca historico-ecclesiastica Lundensis, 0346-5438 ; 5. Lund: Gleerup
- 1977 – Brohed, Ingmar. Offentligt förhör och konfirmation i Sverige under 1700-talet: en case study rörande utvecklingen i Lunds stift. Bibliotheca historico-ecclesiastica Lundensis, 0346-5438 ; 7. Lund: Liber/Gleerup
- 1996 – Brohed Ingmar, red (på engelska). Church and people in Britain and Scandinavia. Bibliotheca historico-ecclesiastica Lundensis, 0346-5438 ; 36. Lund: Lund Univ. Press. Libris 7677722. ISBN 91-7966-387-7
- 1998 – Brohed Ingmar, red. Kyrka och nationalism i Norden: nationalism och skandinavism i de nordiska folkkyrkorna under 1800-talet. Bibliotheca historico-ecclesiastica Lundensis, 0346-5438 ; 39. Lund: Lund Univ. Press. Libris 7677826. ISBN 91-7966-552-7
- 2005 –  Sveriges kyrkohistoria 8 Religionsfrihetens och ekumenikens tid. Stockholm: Verbum i samarbete med Svenska kyrkans forskningsråd. Libris 9944696. ISBN 9152624633
- 2015 – Alenäs Stig, Brohed Ingmar, Ciardi Anna Minara, red. Lunds stift i världen: från mission till emigration. Årsbok / Stiftshistoriska sällskapet i Lunds stift, 1404-8515 ; 2016. Lund: Stiftshistoriska sällskapet i Lunds stift. Libris 19470247. ISBN 978-91-639-0442-4
- 2017 – Kyrkobyggnad och kyrkorum; Bonsdorff Jan von, Brohed Ingmar, Jarlert Anders. Kyrkobyggnad och kyrkorum: forskningsfrågor. Konferenser / Kungl. Vitterhets historie och antikvitets akademien, 0348-1433 ; 90. Stockholm: Kungl. Vitterhets historie och antikvitets akademien. Libris 21656347. ISBN 978-91-7402-440-1

## Utmärkelser
- 1999 – Hedersdoktor vid Åbo Akademi[11]
- 2004 – Jarlert Anders, red (2004). Arkiv, fakultet, kyrka: festskrift till Ingmar Brohed. Lund: Lunds universitets kykohistoriska arkiv. Libris 9804215. ISBN 9189515129 – festskrift till Ingmar Broheds 65-årsdag.